# Capdenac

Capdenac este o comună în departamentul Lot din sudul Franței. În 2009 avea o populație de 1.101 de locuitori.

## Evoluția populației
| An        | 1975  | 1982  | 1990 | 1999 | 2006  | 2009  |
| --------- | ----- | ----- | ---- | ---- | ----- | ----- |
| Populație | 1.076 | 1.027 | 932  | 994  | 1.062 | 1.101 |